# Tony Breznik
Anton "Tony" Breznik (ur. 22 września 1984 w Judenburgu w kraju związkowym Styria) – austriacki kulturysta.

## Biogram
Urodził się w Judenburg w kraju związkowym Styria, w Austrii jako drugie dziecko. Od najmłodszych lat jego ojciec prowadził go na stadion hokejowy, aby oglądać mecze lokalnej drużyny hokeja na lodzie. W wieku pięciu lat rozpoczął karierę sportowca jako zawodnik hokeja na lodzie. Dostał nominację do mistrzostw chłopców w Innsbrucku w Austrii, gdzie został nagrodzony jako najmłodszy zawodnik.
Przez pięć lat zajmował się profesjonalnie grą w hokeja. W 2004 porzucił jednak grę w hokeja z powodu trwających problemów z łąkotkami. Stał się fanem Arnolda Schwarzeneggera. Idąc w ślady Schwarzeneggera, Breznik pozostał jednak zawodowym kulturystą. W wieku 19 lat po raz pierwszy wziął udział w mistrzostwach Styrii. 23 kwietnia 2005 roku wygrał austriackie mistrzostwo juniorów w Austrii. Kilka dni później skontaktował się z IFBB Austria. W listopadzie 2005 po raz kolejny zajął I miejsce w konkursie kulturystycznym w Wels w Austrii. W 2007, częścią jego przygotowania był 3-miesięczny pobyt w Los Angeles w Kalifornii.
We wrześniu 2008, na Mistrzostwach Austriackich Mężczyzn Kulturystycznych wygrał i uzyskał tytuł Mr. Austria. Tego samego roku podczas Europejskich Mistrzostw w Kulturystyce Amatorskiej (organizowanych przez federację IFBB) uplasował się na pozycji dziesiątej.
Okazjonalnie zajmuje się modelingiem; jako model wziął udział w sesjach fotograficznych dla portalu internetowego MuscleGallery.com, które odbyły się w 2006 roku w Nowym Jorku, a w 2008 w Miami. We wrześniu 2009 trafił na okładkę magazynu „Iron Man”.
Warunki fizyczne:
- wzrost: 175 cm
- waga: 110 kg